# Antonella Ruggiero

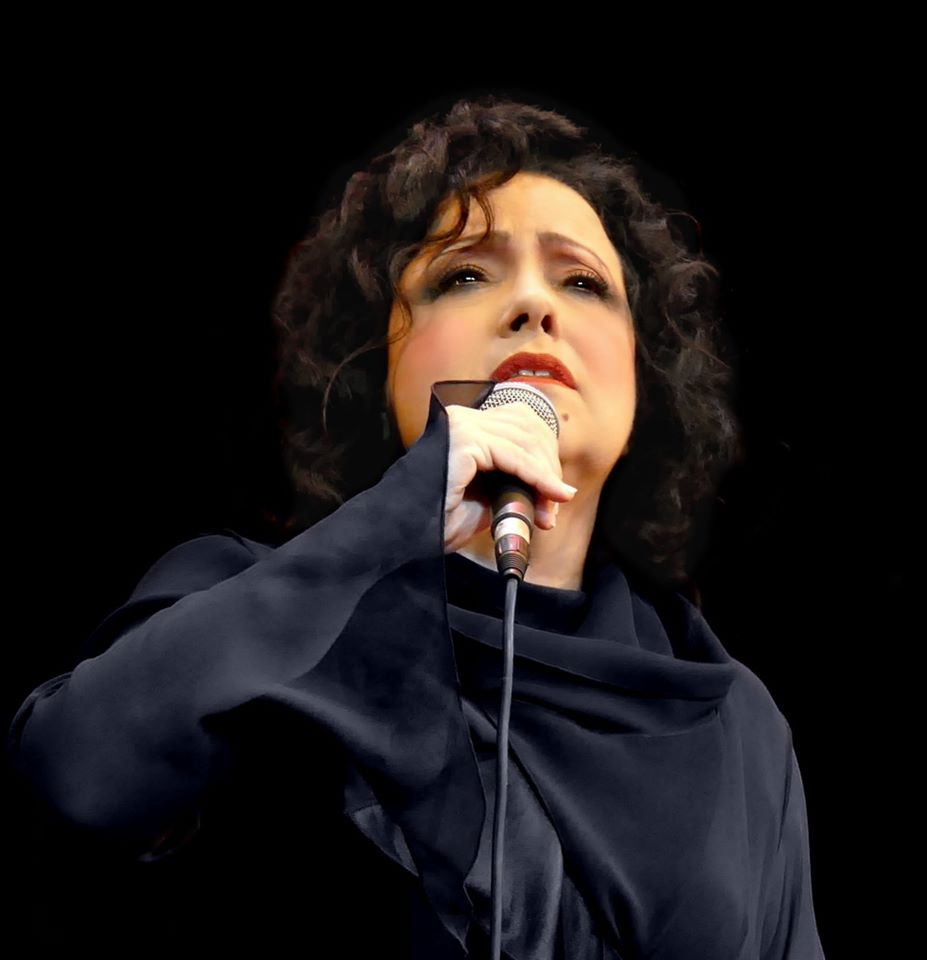
Antonella Ruggiero (2015)

Antonella Ruggiero (* 15. November 1952 in Genua) ist eine italienische Sängerin.

## Werdegang
Im Jahr 1974 nahm Antonella Ruggiero unter dem Künstlernamen Matia ihre erste Single Io Matia als Solistin auf.
1975 gründete sie gemeinsam mit Piero Cassano (Gesang, Keyboards), Aldo Stellita (Bass), Giancarlo Magazine (Schlagzeug), Carlo Marrale (Gesang, Gitarre) die Gruppe Matia Bazar. Die Gruppe hatte viele internationale Erfolge, u. a. mit den Titeln Solo tu, Ti sento und Vacanze romane.
Bei der Gruppe Matia Bazar blieb Antonella Ruggiero bis 1989. Nach sieben Jahren Pause debütierte sie dann 1996 als Solistin mit dem Album Libera, das deutlich durch ihre langen Reisen, vor allem in Indien, beeinflusst war.
Auch bei diesem Neustart war sie erfolgreich, ebenso zwei Jahre später beim Wettbewerb des Sanremo-Festivals, wo sie mit Amore lontanissimo den zweiten Platz belegte. Das Lied bekam zusätzlich den Preis für das beste Arrangement. Es erschien auch auf ihrem zweiten Album, Registrazioni moderne, für das sie Platin erhielt. 1999 trat Antonella Ruggiero mit Non ti dimentico (se non ci fossero le nuvole) beim Sanremo-Festival auf und wurde wieder Zweite. Dieses Lied, geschrieben zusammen mit ihrem Ehemann Roberto Colombo, hat sie Aldo Stellita gewidmet, einem früheren Kunst- und Lebensbegleiter (Gründer, Autor und Bassist von Matia Bazar), der 1998 verstorben war. Sofort nach dem Sanremo-Festival erschien ihr drittes Solo-Album: Sospesa.
Zwei Berühmtheiten haben daran mitgewirkt: Ennio Morricone hat And will you love me komponiert, und der in Italien bekannte Sänger Giovanni Lindo Ferretti hat, zusammen mit Ruggiero und Roberto Colombo, das Stück: Di perle e inverni geschrieben.
Im November 2001 erschien Luna Crescente (Sacrarmonia), ein Album in Zusammenarbeit mit dem Streichquartett Arké Quartet. Dieses Album ist eine Sammlung geistlicher Stücke unterschiedlicher Epochen und Stilrichtungen. Mit dieser Musik gingen Antonella Ruggiero und das Arké Quartet auf eine lange Tournee mit Konzerten in Kirchen, Basiliken und Theatern in Italien und auch in anderen Ländern. 2003 erreichte sie mit Di un amore den neunten Platz beim Sanremo-Festival, 2005 gewann sie dort den ersten Platz in der Kategorie der Frauen mit Echi d’infinito und erreichte Platz drei in der Gesamtwertung.
2004 wurde von Egea Records die DVD/CD Sacrarmonia Live Il Viaggio herausgebracht, eine Aufnahme der Sacrarmonia-Tournee mit bereits erschienenen und neuen Liedern, inspiriert durch Christentum und andere Religionen. Die DVD wurde am 13. Juli in Bologna auf der Piazza Santo Stefano aufgenommen und hatte Weltpremiere beim Brooklyn International Film Festival in New York.
2005, nach dem Erfolg beim Sanremo-Festival, folgte ein Projekt mit zwei Chören, dem Coro S. Ilario di Rovereto und dem Coro Valle dei Laghi di Padergnone, beide aus dem Trentino. Unter dem Titel Echi d’infinito haben sie Neuinterpretationen bekannter Lieder der Alpen und eigene Stücke a cappella aufgeführt.
Neben Popsongs, die sie bei den Sanremo-Festivals präsentiert, ist Antonella Ruggiero in den letzten Jahren kontinuierlich mit verschiedenen Programmen auf Tournee: Sacrarmonia, geistliche Musik aus aller Welt, Omaggio ad Amalia Rodrigues, gewidmet dem portugiesischen Fado und seiner berühmtesten Interpretin, Quattro passi per Broadway mit den bekanntesten Stücken aus Broadway-Musicals (Tonight, Over The Rainbow, Summertime), Stralunato Recital, eine Art „Best of Antonella Ruggiero“, bei dem sie ihre großen Erfolge live singt.
2007 trat sie in Sanremo mit Canzone fra le guerre (geschrieben mit Cristian Carrara) auf und belegte den zehnten Platz der Gesamtwertung. Am dritten Abend des Wettbewerbs, bei dem alle Künstler mit Gästen auftreten, hat Ruggiero dieses Lied mit den Chören Valle dei Laghi und S. Ilario in einer A-cappella-Version aufgeführt. Seitdem gehört das Programm Canzoni fra le guerre zu ihrem Repertoire, das bekannte italienische Lieder aus der Zeit zwischen den beiden Weltkriegen enthält. Auch in Deutschland ist Antonella Ruggiero schon mehrmals aufgetreten.
Als Sängerin mit Matia Bazar war sie oft in Deutschland, der Hit Ti sento (1985) machte die Gruppe auch hier bekannt. Am 5. September 2005 kehrte Antonella nach Deutschland zurück, um in der Synagoge Rykestraße in Berlin zu singen. Hier hat die italienische Sängerin jüdische Lieder (Lieder Ebraici) auf Jiddisch, Englisch und Ladinisch gesungen. Das Konzert fand im Rahmen des 5. Europäischen Tags der Jüdischen Kultur und unter Anwesenheit des Vorsitzenden der Jüdischen Gemeinde Roms, Leone Paserman, statt.
2009 veröffentlichte die deutsche Techno-Band Scooter eine Cover-Version von Ti Sento, zu der Antonella Ruggiero die Vocals beisteuerte. Auch im dazugehörigen Musik-Video ist Ruggiero zu sehen als Opernsängerin, die bei einem ihrer Auftritte einem Attentat zum Opfer fällt.

## Diskografie
- 1996: Libera (CD)
- 1998: Registrazioni Moderne
- 1999: Sospesa (CD)
- 2001: Luna Crescente (Sacrarmonia) (CD)
- 2003: Antonella Ruggiero (CD)
- 2004: Sacrarmonia Live (Il Viaggio) (CD+DVD)
- 2005: Big Band! (CD)
- 2006: L’abitudine della luce (CD)
- 2006: Stralunato Recital (live) (CD)
- 2007: Souvenir d’Italie (CD)
- 2007: Genova, La Superba (CD)
- 2008: Pomodoro Genetico (CD+DVD)
- 2009: Cjantâ Vilotis (CD+DVD)
- 2014: L’impossibile è certo
- 2015: Cattedrali

## Singles
- 2009: Ti Sento (feat. Scooter)